# Quartissimo
Quartissimo is een Sloveens strijkkwartet.

## Biografie
De groep is vooral bekend vanwege diens deelname aan het Eurovisiesongfestival 2009, dat gehouden werd in de Russische hoofdstad Moskou. Samen met Martina Majerle brachten ze het nummer Love symphony. Slovenië werd uitgeschakeld in de halve finale.
1993: 1X Band · 
1995: Darja Švajger · 
1996: Regina · 
1997: Tanja Ribič · 
1998: Vili Resnik · 
1999: Darja Švajger · 
2001: Nuša Derenda · 
2002: Sestre · 
2003: Karmen Stavec · 
2004: Platin · 
2005: Omar Naber · 
2006: Anžej Dežan · 
2007: Alenka Gotar · 
2008: Rebeka Dremelj · 
2009: Quartissimo feat. Martina · 
2010: Ansambel Žlindre & Kalamari · 
2011: Maja Keuc · 
2012: Eva Boto · 
2013: Hannah Mancini · 
2014: Tinkara Kovač · 
2015: Maraaya · 
2016: ManuElla · 
2017: Omar Naber · 
2018: Lea Sirk · 
2019: Zala Kralj & Gašper Šantl · 
2021: Ana Soklič · 
2022: LPS · 
2023: Joker Out · 
2024: Raiven · 
2025: Klemen